# Rasputina
Rasputina — музыкальная рок-группа, состоящая, в основном, из виолончелистов. Группа образовалась в Бруклине, Нью-Йорк в 1992, когда Мелора Кригер поместила объявление о наборе в группу, играющую только на виолончелях. Виолончелистка Джулия Кент откликнулись, и они вдвоём образовали Виолончельное Общество Странствующих Леди (Traveling Ladies' Cello Society). В 1994 году группа ездила в общий тур вместе с Nirvana, а в 1996, под новым названием Rasputina, записала свой первый альбом, используя только две виолончели и ударную установку.
На следующий год группа выпустила мини-альбом "Transylvanian Regurgitations", отмеченный сотрудничеством с Marilyn Manson. Во время записи второго альбома "How We Quit the Forest" приглашенный в качестве продюсера Крис Вренна (из Nine Inch Nails) предложил использовать электронные ударные и дисторшн для виолончелей, изменив звучание группы на более тяжелое.
Несмотря на то, что за исключением Мелоры Кригер состав группы постоянно меняется, всех участников объединяет общий интерес к готике, английскому фолку и викторианской эпохе. Многие композиции группы посвящены какому-то историческому событию или деятелю: "My Little Shirtwaist Fire" рассказывает о пожаре на фабрике Triangle в 1911 году; "Howard Hughes" - о знаменитом кинопродюсере и авиаторе; "The Donner Party" - о группе американских пионеров, во время тяжелого путешествия по Калифорнии ставших каннибалами; "Yellow Fever" воспроизводит историю легендарной эпидемии желтой лихорадки в Нью-Орлеане летом 1853 года. Кригер пишет сама все стихи для песен группы, исполняет большинство вокальных партий и придумывает обложки альбомов, занимается официальным веб-сайтом.

## Дискография

### Альбомы
- Thanks for the Ether — Columbia Records, 1996
- How We Quit the Forest — Columbia Records, 1998
- Cabin Fever — Instinct Records, 2002
- Frustration Plantation — Instinct Records, 2004
- Oh Perilous World — Filthy Bonnet Co., 2007
- Sister Kinderhook - Filthy Bonnet Co., June 15, 2010
- Good Day, Gentlefolk - Filthy Bonnet Co., April 2, 2015
- Unknown - Filthy Bonnet Co., April 10, 2015

#### Альбомы-концерты
- A Radical Recital — Filthy Bonnet Co., 2005

### Синглы и EP
- Transylvanian Regurgitations — Columbia Records, 1997
- The Olde HeadBoard — Columbia Records, 1998
- The Lost & Found (1st Edition) — RPM Records, 2001
- My Fever Broke — Instinct Records, 2002
- The Lost and Found, 2nd Edition — Instinct Records, 2003

### Промоиздания
- Transylvanian Concubine/The Vaulted Eel, Lesson#6 — Oculus Records 1993
- Three (3) — (promo), 1994
- Three Lil' Nothin's — (promo), 1996
- Transylvanian Regurgitations — Columbia Records, 1997